# Cleveland Rebels
I Cleveland Rebels furono una squadra della BAA con base a Cleveland.

## Storia della franchigia
I Rebels furono una delle franchigie che inaugurarono la prima stagione della BAA. La squadra ottenne 30 vittorie e 30 sconfitte e fu eliminata nel primo turno dei play-off perdendo 2-1 con i New York Knicks nella sua unica stagione prima di fallire.